# Наири (футбольный клуб)
Спортивный клуб «Наири́» (арм. Մարզական ակումբ „Նաիրի“ Երևան) — армянский футбольный клуб из города Ереван, основанный в 1954 году.

## Названия
- 1954—1992 — «Наири».
- 1993—1999 — «Наирит».
- 2000 — «Наири».

## История
Клуб являлся одним из старейших в стране. Неоднократно участвовал в союзном первенстве (1961, 1962, 1963, 1990, 1991). Первые 3 сезона с момента основания независимого чемпионата Армении провёл в Высшей лиге, где с каждым сезоном результат был хуже предыдущего (6-е место — в 1992 году), 9-е место — в 1993 году, 12-е место — в 1994 году).
С 1995 года клуб выступал дивизионом ниже, где лучшим результатом стало завоевание малых бронзовых медалей в 1998 году. В следующем сезоне команда заняла 5-е место и благополучно отправилась в отпуск в ожидании следующего сезона. Но сезон она так и не начала, отказавшись от участия в Кубке Армении и расформировавшись в начале 2000 года.

## Достижения
Бронзовый призёр Первой лиги (1)1998